# 科隆比耶迪普莱西
科隆比耶迪普莱西（法語：Colombiers-du-Plessis，法語發音：[kɔlɔ̃bje dy plɛsi]）是法国马耶讷省的一个市镇，属于马耶讷区。

## 地理
科隆比耶迪普莱西（48°23'30"N, 0°50'26"W）面积21.97 平方千米，位于法国卢瓦尔河地区大区马耶讷省，该省份为法国西北部内陆省份，北起芒什省和奧恩省，西接伊勒-维莱讷省，南至曼恩-卢瓦尔省，东临萨尔特省。
与科隆比耶迪普莱西接壤的市镇（或旧市镇、城区）包括：布勒塞、卡雷勒、戈龙、埃尔塞、勒瓦雷、圣但尼德加斯蒂讷。

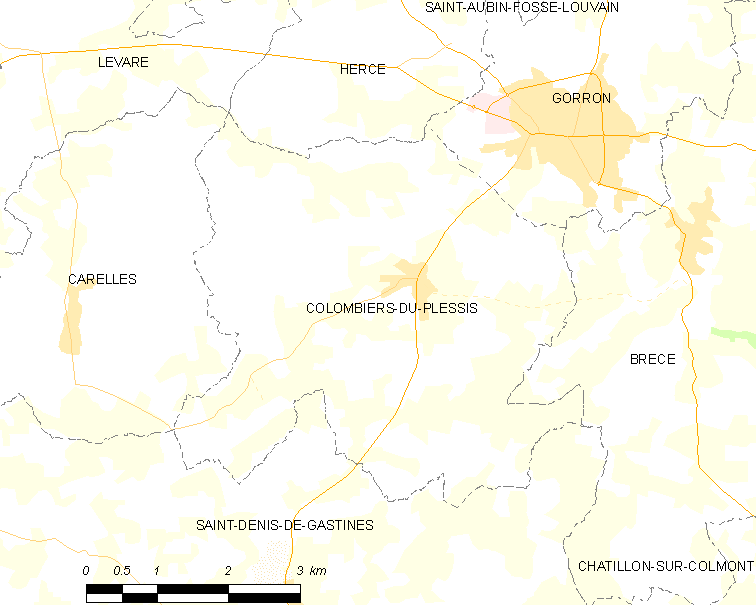
科隆比耶迪普莱西的OSM定位图

科隆比耶迪普莱西的时区为UTC+01:00、UTC+02:00（夏令时）。

## 行政
科隆比耶迪普莱西的邮政编码为53120，INSEE市镇编码为53071。

## 政治
科隆比耶迪普莱西所属的省级选区为戈龙县。

## 人口

1962-2008年间科隆比耶迪普莱西人口变化图示

科隆比耶迪普莱西于2022年1月1日时的人口数量为477人。